# Marius Thé
Pour les articles homonymes, voir Thé (homonymie).
Marius Thé est un coureur cycliste français né à Marseille le 24 septembre 1871 et décédé au front le 10 septembre 1915 à Saint-Pol-sur-Ternoise.

## Biographie
Il devint ensuite coureur motocycliste, terminant en 1903 troisième du Grand Prix de la République au Parc des Princes, ainsi que du Critérium du Quart-de-Litre une semaine plus tard au même endroit, le tout sur Clément. Son grand succès arriva en mars 1904, toujours sur Clément, en remportant le Grand Prix de la République (officeux Championnat du monde motocycliste), alors organisé à la fois au Parc des Princes et au Vélodrome d'Hiver (devant Alessandro Anzani sur Alcyon, et Joseph Collomb sur Magali.
Durant la même période, il fut l'entraîneur du stayer Henri Contenet.

## Palmarès
- 1894
  - Paris-Saint-Malo
  - 2e de Paris-Bar-le-Duc
- 1895
  - Strasbourg-Bâle
- 1896
  - Illkirch-Graffenstaden-Saint-Louis
  - 3e de Bordeaux-Paris
- 1897
  - Marseille-Nice
- 1899
  - 3e du Bol d'or

## Sources
- Encyclopédie mondiale du cyclisme, Éditions Eecloonaar